# Achim von Arnim
Carl Joachim Friedrich Ludwig von Arnim (Berlino, 26 gennaio 1781 – castello di Wiepersdorf, 21 gennaio 1831) è stato uno scrittore tedesco.

## Biografia
Von Arnim nacque in una della più antiche famiglie nobili tedesche originarie dell'Uckermark. Il padre, Joachim Erdmann (1741–1804), era un diplomatico e sovrintendeva ai teatri di Berlino, ed era l'ultimo genito del ricchissimo Otto XII von Arnim (1682–1748), della famiglia Blankensee. La madre, Amalia Carolina von Lobes (1761–1781), era la figlia dell'avvocato Hans Lobes (1731-1776) e morì dandolo alla luce.
Dopo aver frequentato il Gymnasium (Joachimsthaler) di Berlino, si iscrive all'Università di Halle nella facoltà di giurisprudenza. Pubblica nel frattempo articoli che riguardano argomenti scientifici negli Annali di Fisica nonché un suo studio sui fenomeni elettrici, è anche il periodo in cui conosce il filosofo Friedrich Wilhelm Joseph Schelling e l'altrettanto famoso erudito Johann Wilhelm Ritter. Cambia facoltà ed università iscrivendosi al corso di matematica dell'Università di Gottinga. Pubblica Nozioni per una teoria del magnete.
Conosce sia Goethe sia Clemens Brentano ed abbandona gli studi scientifici, avendo nel frattempo già rotta l'amicizia con Schelling e Ritter, dedicandosi alla letteratura. È di questo periodo il suo primo romanzo, La vita amorosa di Hollin. Inizia a viaggiare in tutta l'Europa ed a Vienna pubblica il suo secondo romanzo dal titolo La rivelazione di Ariele. Tornato in patria e seguendo un itinerario che lo porta ad incontrare a Francoforte sul Meno l'amico Brentano, ne conosce la sorella Bettina, che intratteneva una corrispondenza epistolare con le maggiori celebrità dell'epoca, tra cui il sommo poeta di Weimar, Goethe, e l'altrettanto celebre musicista e compositore Ludwig van Beethoven. Fu a Francoforte e sulle rive del Reno che insieme al futuro cognato (sposerà Bettina in epoca successiva) venne l'idea di scrivere una raccolta di canti popolari tedeschi, pubblicata qualche anno dopo con il titolo di Des Knaben Wunderhorn (Il corno magico del fanciullo). Conosce nel frattempo Madame de Staël e visita i luoghi dell'Italia settentrionale; scrive Aloys und Rose e successivamente i Racconti di commedie.
Stabilitosi nel 1804 a Berlino, in seguito alla morte del padre, pubblica La giovinezza di Federico. Si intensificano in questo periodo, tra il 1805 e gli anni successivi, gli incontri tra Brentano, Goethe e Bettina. Insieme a Brentano si fece assiduo collaboratore della rivista letteraria Zeitung fur Einsiedler fondata nella città universitaria di Heidelberg intorno all'anno 1808. In questo periodo si circondò dei maggiori poeti e scrittori tedeschi tra cui: Friedrich Hölderlin, i fratelli Grimm, Friedrich Carl von Savigny ed altri. Fu anche un eccellente giornalista ed a fianco di Heinrich von Kleist condusse una feroce battaglia antinapoleonica; resta una pietra miliare il saggio Che fare della fortuna del 1806. Oltre ai ben noti canti popolari tedeschi, che furono musicati da parecchi musicisti tedeschi contemporanei ed in epoche successive; attinsero o presero spunto dalle sue novelle musicisti del valore di Richard Wagner. Dedica la raccolta di novelle Wintergarten (Il giardino d'inverno), del 1809, a Bettina Brentano, e del 1810 è l'ufficialità del fidanzamento con la stessa. Pubblica ancora il romanzo Armut, Reichtum, Schuld und Busse der Gräfin Dolores e la commedia Das Loch, oder das wiedergefundene Paradies (Il buco, ovvero il paradiso ritrovato).
Sposa Bettina nel 1811 e dopo avverse vicende pone fine all'amicizia con Goethe. Nel contempo per i suoi atteggiamenti anticonformisti vede bloccate le sue aspirazioni alla carriera diplomatica. Pubblica una raccolta di novelle nel 1812 e un'opera teatrale nel 1813 dal titolo Die Appelmänner. In seguito a ristrettezze economiche e deluso dalle relazioni sociali intrattenute in quegli anni, si trasferisce a Wiepersdorf ove nel frattempo pubblica Die Gleichen (Gli uguali).
Bettina, sentendosi stanca e delusa e provando nostalgia per le sue abitudini e le sue conoscenze da salotto, prende una decisione tragica e ritorna a Berlino, non riuscendo a vivere in quella cittadina desolata senza alcun contatto con il mondo che aveva conosciuto sin dall'infanzia. Achim continua la sua vita e le sue pubblicazioni: la prima parte de Die Kronenwachter (I custodi della corona), la restante parte sarà pubblicata postuma, il racconto Owen Tudor, Die Majoratsherren (I signori del maggiorasco), Die Kirchenordnung (L'ordine della chiesa), Landhausleben (Vita domestica in campagna). Prima della morte, avvenuta il 21 gennaio del 1831 a Wiepersdorf, effettua due viaggi in Belgio ed in Austria e ne pubblica le memorie in Erinneerungen eines Reisenden (Memorie di un viaggiatore). Di notevole pregio rimangono: i racconti Il manichino tragico (Meluck, Maria Blainville) del 1812, Il folle invalido di Fort Ratonneau (Der tolle Invalide auf dem Fort Ratonneau), del 1818, le novelle del Giardino d'inverno e il romanzo Povertà, ricchezza, colpa ed espiazione della contessa Dolores. Inoltre un romanzo incompiuto Die Kronenwachter (I custodi della corona) di cui ci rimane anche un saggio, Poesia e storia del 1817, che ne era l'introduzione.

## Discendenza
Bettina e Aachim ebbero sette figli:
- Freimund
- Siegmund
- Friedmund
- Kühnemund
- Massimiliana, "titolare" di un salotto letterario
- Armgart
- Gisela, scrittrice.

## Opere
- Hollins Liebeleben, 1801;
- Ariels Offenbarungen, 1802;
- Aloys und Rose, 1802;
- Erzählungen von Schauspielen, 1803;
- Friedrichs Jugend, 1804;
- Des Knaben Wunderhorn, primo volume 1805, successivi due 1808; Edizione italiana: Il corno magico del fanciullo, a cura di Marina Cavalli e Dario Del Corno,  Biblioteca Universale Rizzoli, Milano, 1985.
- Wintergarten, 1809;
- Armut, Reichtum,  Schuld und Busse der Gräfin Dolores, 1810;
- Das Loch, oder das wiedergefundene Paradies, 1810;
- Meluck, Maria Blainville, 1810;
- Isabella von Ägypten. Kaiser Karl des Fünften erste Jugendliebe, 1812;
- Melück Maria Blainville, 1812; Edizione italiana Il manichino tragico, traduzione di Vito Pandolfi, Editori Riuniti, 1996.
- Die drei liebreichen Schwestern und der glückliche Färber, 1812;
- Die Appelmänner, 1813;
- Die Gleichen, 1815;
- Die Kronenwächter, 1817;[1]
- Der tolle Invalide auf dem Fort Ratonneau, 1818; Edizione italiana Il folle invalido di Fort Ratonneau,a cura di Hartmut Retzlaff,  Edizioni Studio Tesi, Pordenone 1991.
- Fürst Ganzgott und Sänger Halbgott, 1818;
- Owen Tudor, 1821;
- Die Majoratsherren, 1822;
- Die Kirchenordnung, 1822;
- Landhausleben, 1826;
- Erinnerungen eines Reisenden, 1829.